# Honkin' on Bobo
| Críticas profissionais | Críticas profissionais |
| Pontuações agregadas   | Pontuações agregadas   |
| Fonte                  | Avaliação              |
| ---------------------- | ---------------------- |
| Metacritic             | 69/100                 |
| Avaliações da crítica  |                        |
| Fonte                  | Avaliação              |
| allmusic               | [ 2 ]                  |
| Rolling Stone          | [ 3 ]                  |
| USA Today              | [ 4 ]                  |
| Entertainment Weekly   | B−                     |

Honkin' on Bobo é o décimo quarto álbum de estúdio da banda de hard rock americana Aerosmith, lançado em 30 de Março de 2004 pela Columbia Records. O álbum contém 11 covers e uma música original chamada "The Grind". A gravação remete às raízes e influências que o Aerosmith tem no blues, além de mostrar um som mais cru, diferentemente dos últimos álbuns da banda. Foi produzido por Jack Douglas, que também fez parte dos grandes trabalhos do Aerosmith nos anos 1970. Chegou à posição de número 5 na Billboard 200 e recebeu uma certificação de ouro pela Recording Industry Association of America no dia 11 de Maio de 2004.

## História
No final de 2002 já era cogitado que o Aerosmith lançasse um álbum que os levaria de volta às raízes do blues. "As coisas estão realmente muito boas para nós agora", Tyler disse. O lançamento do álbum (originalmente agendado para Setembro de 2003), foi adiado várias vezes porque, segundo Steven, um álbum gravado ao vivo precisa-se de "muita atenção".
Gravado no então novo estúdio da banda, o álbum inclui algumas faixas com Perry nos vocais. Em abril, o guitarrista disse à Billboard.com que talvez cantasse a canção "Stop Messin' Round", do Fleetwood Mac. Também disse que "The Grind", única música de autoria da banda no álbum, foi gravada no Havaí e "tem um tom rhythm and blues". A banda já estava de olho em possíveis lançamentos em DVD. "Enquanto fazíamos a gravação, nós tínhamos uma câmera conosco em 90% do tempo", contou Perry para a Billboard.com. "A Sony (companhia filial da Columbia) estava nos falando que provavelmente teríamos o CD em diferentes formatos tocáveis e em DVD". O Aerosmith anteriormente utilizou deste recurso nas gravações do álbum "Pump" de 1989, quando lançaram o documentário "The Making of Pump". De fato, Perry canta em "Stop Messin’ Around" e em "Back Back Train", que tem a participação de Tracy Bonham, assim como em "Jesus is on The Man Line".
O único single do álbum foi "Baby, Please Don’t Go". Honkin’ on Bobo teve lançamento mundial em Março de 2004, e, em um mês, foi disco de Ouro, pela venda de mais de 500 mil cópias, muito para um álbum nem um pouco comercial, como os anteriores.

## Faixas
| N.º            | Título                      | Compositor(es)                             | Duração |  |
| 1.             | "Road Runner"               | Bo Diddley                                 | 3:46    |  |
| 2.             | "Shame, Shame, Shame"       | Ruby Fisher, Kenyon Hopkins                | 2:15    |  |
| 3.             | "Eyesight to the Blind"     | Sonny Boy Williamson                       | 3:09    |  |
| 4.             | "Baby, Please Don't Go"     | Joe Williams                               | 3:24    |  |
| 5.             | "Never Loved a Girl"        | Ronny Shannon                              | 3:12    |  |
| 6.             | "Back Back Train"           | Fred McDowell                              | 4:23    |  |
| 7.             | "You Gotta Move"            | Rev. Gary Davis, Fred McDowell             | 5:30    |  |
| 8.             | "The Grind"                 | Steven Tyler, Joe Perry, Marti Frederiksen | 3:46    |  |
| 9.             | "I'm Ready"                 | Willie Dixon                               | 4:13    |  |
| 10.            | "Temperature"               | Little Walter                              | 2:52    |  |
| 11.            | "Stop Messin' Around"       | Peter Green, Clifford Adams                | 4:29    |  |
| 12.            | "Jesus Is on the Main Line" |                                            | 2:51    |  |
| Duração total: | Duração total:              | Duração total:                             | 43:57   |  |

| Versão japonesa |         |                    |         |  |
| N.º             | Título  | Compositor(es)     | Duração |  |
| 13.             | "Jaded" | Tyler, Frederiksen | 3:34    |  |

A estratégia de adicionar "Jaded" como bônus na edição japonesa, foi motivada pelo uso da música em uma propaganda da Coca-Cola na Ásia naquele mesmo ano.

## Ficha técnica
- Steven Tyler - vocal, gaita, piano;
- Joe Perry - guitarra e backing vocal. Vocal em "Stop Messin' Around" e "Back Back Train";
- Brad Whitford - guitarra;
- Tom Hamilton- baixo;
- Joey Kramer - bateria.

### Músicos adicionais
- Tracy Bonham - vocal em "Back Back Train" e "Jesus Is on the Main Line";
- Johnnie Johnson - piano em "Shame, Shame, Shame" e "Temperature";
- The Memphis Horns - instrumentos de sopro em "Never Loved a Girl";
- Paul Santo - órgão, engenheiro e piano elétrico.

## Desempenho nas paradas

### Picos
| Parada (2004)      | Posição |
| ------------------ | ------- |
| Blues albums       | #1      |
| Billboard 200      | #5      |
| Canadá             | #5      |
| Japão              | #6      |
| Suíça              | #17     |
| Áustria            | #22     |
| Reino Unido        | #28     |
| Alemanha           | #32     |
| Finlândia          | #35     |
| Suécia             | #38     |
| Bélgica (Wallonia) | #44     |
| França             | #52     |
| Austrália          | #59     |
| Irlanda            | #60     |
| Países Baixos      | #64     |

### Certificações
| País           | Certificador | Certificação | Data                |
| -------------- | ------------ | ------------ | ------------------- |
| Japão          | RIAJ         | Ouro         | 10 de Abril de 2004 |
| Estados Unidos | RIAA         | Ouro         | 11 de Maio de 2004  |